# Celda galvánica

La celda galvánica o celda voltaica, denominada en honor de Luigi Galvani y Alessandro Volta respectivamente, es una celda electroquímica que obtiene la energía eléctrica a partir de reacciones redox espontáneas que tienen lugar dentro de la misma. Por lo general, consta de dos metales diferentes conectados por un puente salino, o semiceldas individuales separadas por una membrana porosa. Volta fue el inventor de la pila voltaica, la primera pila eléctrica.
En el uso común, la palabra pila es una celda galvánica única y una batería propiamente dicha consta de varias celdas, conectadas en serie o paralelo.

## Historia
En 1780, Luigi Galvani descubrió que cuando dos metales diferentes (cobre y zinc, por ejemplo) se ponían en contacto y, a continuación, ambos tocaban diferentes partes de un nervio de un anca de rana, hacían que se contrajesen los músculos de dicha extremidad. Llamó a este fenómeno "electricidad animal" y sirvió de modelo para el diseño de la primera pila. La pila voltaica inventada por Alessandro Volta en 1800 es similar a la pila galvánica. Estos descubrimientos allanaron el camino para las baterías eléctricas.

## Contenido

Esquema de una celda galvánica de Zn-Cu.

Una celda galvánica consta de dos semipilas (denominadas también semiceldas o electrodos). En su forma más simple, cada semipila consta de un metal y una solución de una sal del metal. La solución de la sal contiene un catión del metal y un anión para equilibrar la carga del catión. En esencia, la semipila contiene el metal en dos estados de oxidación, y la reacción química en la semipila es una reacción redox, escrita simbólicamente en el sentido de la reducción como: 
M n+ (especie oxidada) + n e- {\displaystyle \leftrightarrow \ }   M (especie reducida)
En una pila galvánica un metal es capaz de reducir el catión del otro, y, por el contrario, el otro catión puede oxidar al primer metal. Las dos semipilas deben estar separadas físicamente de manera que las soluciones no se mezclen. Se utiliza un puente salino o una placa porosa para separar las dos soluciones. 
El número de electrones transferidos en ambas direcciones debe ser el mismo; así las dos semipilas se combinan para dar la reacción electroquímica global de la celda. Para dos metales, A y B:
A n+ + n e- {\displaystyle \leftrightarrow }   A.
B m+ + m e- {\displaystyle \leftrightarrow }   B.
m A + n B m+ {\displaystyle \leftrightarrow }  n B + m A n+
Esto no es toda la historia, ya que los aniones también deben ser transferidos de una semicelda a la otra. Cuando un metal se oxida en una semipila, deben transferirse aniones a la semipila para equilibrar la carga eléctrica del catión producido. Los aniones son liberados de la otra semipila cuando un catión se reduce al estado metálico. Por lo tanto, el puente salino o la membrana porosa sirven tanto para mantener las soluciones separadas como para permitir el flujo de aniones en la dirección opuesta al flujo de electrones en el cable de conexión de los electrodos. 
El voltaje de la pila galvánica es la suma de los potenciales de las dos semipilas. Se mide conectando un voltímetro a los dos electrodos. El voltímetro tiene una resistencia muy alta, por lo que el flujo de corriente es realmente insignificante. Cuando un dispositivo como un motor eléctrico se conecta a los electrodos fluye una corriente eléctrica y las reacciones redox se producen en ambas semipilas. Esto continuará hasta que la concentración de los cationes que se reducen se aproxime a cero. 
Para la pila galvánica, representada en la figura, los dos metales son zinc y cobre, y las dos sales son los sulfatos del metal correspondiente. El zinc es el metal más reductor, de modo que, cuando un dispositivo se conecta a ambos electrodos, la reacción electroquímica es 
Zn + Cu2+ {\displaystyle \rightarrow }    Zn2+ + Cu
El electrodo de zinc se disuelve y el cobre se deposita en el electrodo de cobre. Por definición, el cátodo es el electrodo donde tiene lugar la reducción (ganancia de electrones), por lo que el electrodo de cobre es el cátodo. El ánodo atrae cationes, que tienen una carga positiva, por lo que el ánodo es el electrodo negativo. En este caso el cobre es el cátodo y el zinc es el ánodo. 
Las celdas galvánicas se usan normalmente como fuente de energía eléctrica. Por su propia naturaleza producen corriente. Por ejemplo, una batería de plomo y ácido contiene un número de celdas galvánicas. Los dos electrodos son efectivamente plomo y óxido de plomo. 
La celda Weston se adoptó como un estándar internacional para el voltaje en 1911. El ánodo es una amalgama de mercurio (elemento) y  cadmio, el cátodo está hecho de mercurio puro, el electrólito es una solución (saturada) de sulfato de cadmio y el despolarizador es una pasta de sulfato de mercurio (I). Cuando la solución de electrólito está saturada el voltaje de la celda es muy reproducible; de ahí su uso como un estándar.

## Voltaje de la pila
El potencial eléctrico estándar de una pila puede determinarse utilizando una tabla de potenciales estándar para las dos semipilas involucradas. La primera etapa es identificar los dos metales que reaccionan en la celda. A continuación se mira el potencial estándar de electrodo, Eo, en V, para cada una de las dos semirreacciones. El potencial estándar de la pila es igual al valor de Eo más positivo menos el valor más negativo (o menos positivo) del otro Eo.
Por ejemplo, en la figura anterior, las soluciones son CuSO4 y ZnSO4. Cada solución contiene una tira del metal correspondiente y un puente salino o disco poroso que conecta las dos soluciones y que permite que los iones SO42- fluyan libremente entre las soluciones de cobre y zinc. A fin de calcular el potencial estándar de la celda se buscan las semirreacciones del cobre y del zinc, y se encuentra: 
Cu2+ + 2 e- {\displaystyle \rightarrow } Cu:             Eo = + 0,34 V
Zn2+ + 2 e- {\displaystyle \rightarrow } Zn:               Eo = - 0,76 V
Por lo tanto, la reacción global es:
Cu2+ + Zn  Cu + Zn2+
El potencial estándar de la reacción es entonces 0,34 V - (-0,76 V) = 1,10 V. La polaridad de la celda se determina como sigue: el zinc metálico es menos propenso a la reducción y más propenso a la oxidación que el cobre metálico como muestra el hecho de que el potencial estándar de reducción para el zinc sea menor que para el cobre. Así, el zinc metálico se oxida, cede electrones a los iones Cu2+ y quedan cargados positivamente. La constante de equilibrio, {\displaystyle K}, para que la celda viene dada por:

{\displaystyle K=\exp \left({\frac {nFE^{\circ }}{RT}}\right)}

Donde:
- {\displaystyle F} es el Faraday
- {\displaystyle R} es la constante de los gases
- {\displaystyle T} es la temperatura en kelvin.

Para la pila Daniell, {\displaystyle K} es aproximadamente igual a  1,5×1037. Así, en el equilibrio, sólo son transferidos unos pocos electrones, los suficientes para causar que los electrodos estén cargados.
Los potenciales de semicelda reales deben calcularse mediante el uso de la ecuación de Nernst ya que los solutos raramente están en sus estados estándar:
{\displaystyle E_{\rm {semicelda}}=E^{\circ }-{\frac {RT}{nF}}\ln Q}
donde {\displaystyle Q} es el cociente de reacción. 
Esto se simplifica a:
{\displaystyle E_{semicelda}=E^{0}+2,303\cdot {\frac {RT}{nF}}\log[M^{n+}]}
donde {\displaystyle M^{n+}} es la actividad del ion metálico en la solución. El electrodo metálico está en su estado estándar ya que por definición tiene actividad la unidad. En la práctica se utiliza la concentración en lugar de la actividad. El potencial de la celda completa se obtiene al combinar el potencial de las dos semiceldas, por lo que depende de las concentraciones de ambos iones metálicos disueltos. 
El valor de 2,303R/F es 0,19845×10-3 V/K, así a 25 °C (298,15 K) el potencial de semiceldad cambiará en {\displaystyle {0,05918V}/{n}} si la concentración de un ion metálico aumenta o disminuye en un factor de 10.
{\displaystyle E_{semicelda}={E^{0}}_{semicelda}-{\frac {0,05918}{n}}\log[M^{n+}]}
Estos cálculos están basados en la hipótesis de que todas las reacciones químicas están en equilibrio. Cuando fluye una corriente en el circuito, no se alcanzan las condiciones de equilibrio y el potencial de la pila suele reducirse por diversos mecanismos, tales como el desarrollo de la sobretensiones. Además, dado que las reacciones químicas se producen cuando la pila está produciendo energía, las concentraciones de los electrólitos cambian y se reduce el voltaje de la celda. La tensión producida por una pila galvánica depende de la temperatura debido a que los potenciales estándar dependen de la temperatura.

## Notación de celdas
La celda galvánica, como la que se muestra en la figura, convencionalmente se describe utilizando la siguiente notación: 
(ánodo)     Zn(s) | ZnSO4(aq) || CuSO4(aq) | Cu(s)     (cátodo)
Una notación alternativa para esta celda podría ser:
Zn(s) | Zn2+(aq) || Cu2+(aq) | Cu(s)
Donde se aplica lo siguiente:
- (s) denota sólido.
- (aq) significa un medio o disolución acuosa.
- La barra vertical, |, denota una interfaz.
- La doble barra vertical, ||, denota una unión líquida para la que el potencial de unión es cero, tal como un puente salino.[6]

## Corrosión galvánica
La corrosión galvánica es un proceso que degrada los metales electroquímicamente.
Esta corrosión ocurre cuando dos metales diferentes se ponen en contacto entre sí en presencia de un electrólito, tal como el agua salada, formando una pila galvánica. También puede formarse una celda si el mismo metal se expone a dos concentraciones diferentes de electrólito. El potencial electroquímico resultante desarrolla entonces una corriente eléctrica que disuelve electrolíticamente el material menos noble. 

## Tipos de celdas
- Batería de limón
- Celda de concentración
- Celda electrolítica
- Celda electroquímica
- Batería de Lasagna